# Ulatuj
Ulatuj (ros. Улятуй) – wieś w Rosji, w Kraju Zabajkalskim, w rejonie ołowiannińskim. W 2010 liczyła 795 mieszkańców.